# Hüttenwerk Engelsberg

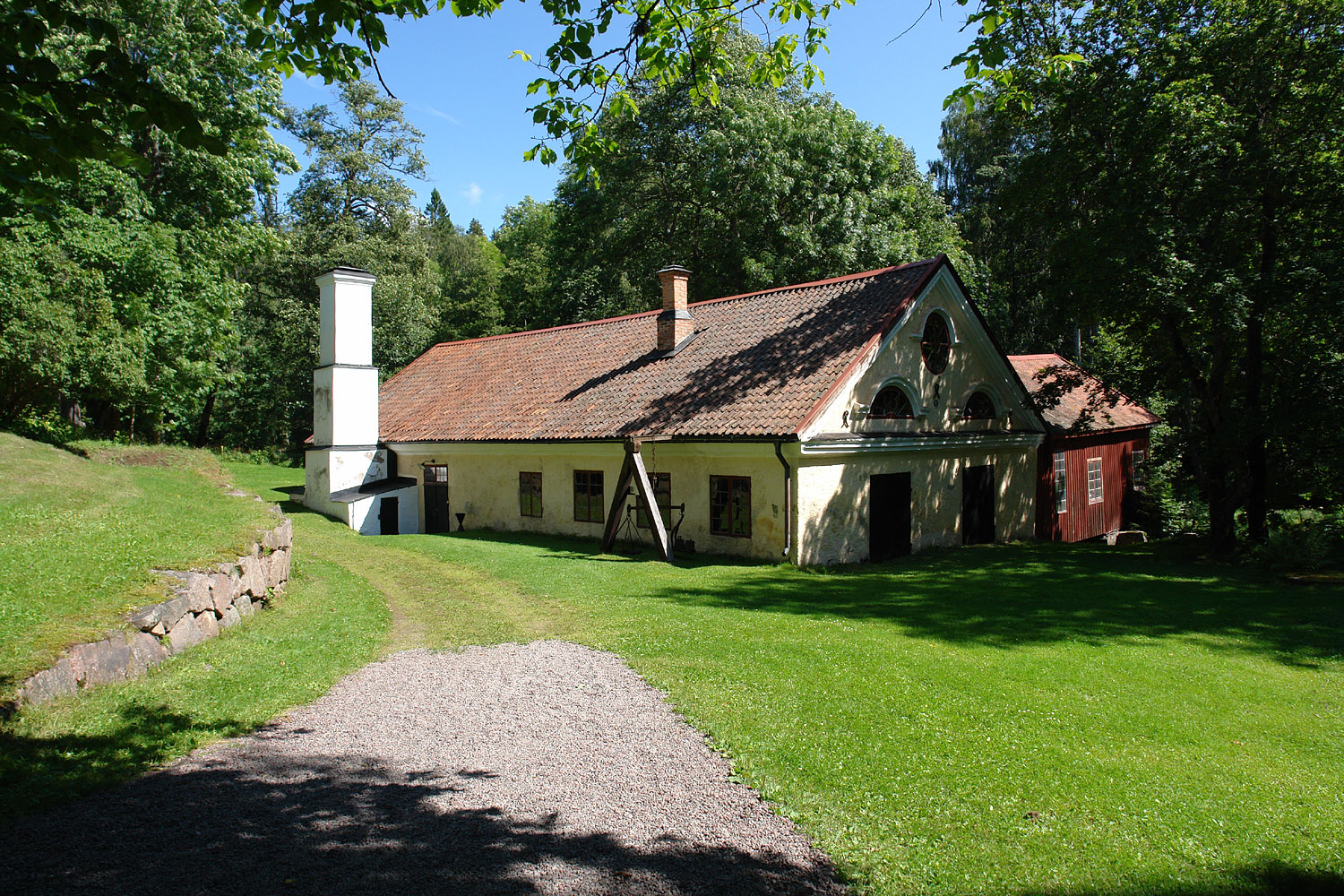
Hüttenwerk Engelsberg, Schmiede

Das schwedische Hüttenwerk Engelsberg (Engelsbergs bruk), gelegen in Ängelsberg, Gemeinde Fagersta, ist ein Industriemuseum, das 1993 in die Liste des Weltkulturerbes aufgenommen wurde. Es war im 18. und 19. Jahrhundert eine der modernsten Eisenhütten Europas. Zur Anlage gehören Herrenhof mit Park, Verwaltungsgebäude, Arbeiterwohnungen und natürlich die Industriegebäude, in denen sich noch die gesamte technische Ausrüstung der damaligen Zeit befindet. Das Hüttenwerk Engelsberg ist ein Teil des Ekomuseums Bergslagen.
Ängelsberg liegt in der Region Bergslagen, dem traditionellen Bergbaugebiet Schwedens. 1681 wurde dort ein Hüttenwerk gegründet, das das Eisenerz der umliegenden Gruben verarbeitete. Einige Jahrzehnte später hatte sich das Werk zu einem der wichtigsten Eisenproduzenten Schwedens entwickelt. In seiner Glanzzeit umfasste das Werk etwa 50 Gebäude, von Verwaltungsgebäuden über die Industriegebäude, wie z. B. Hochofen, Schmiede, Waage u. a., bis zu Arbeiterwohnungen und einer Branntweinschenke mit Übernachtungsmöglichkeiten für Tagelöhner. Nicht zu vergessen die herrschaftlichen (Herrenhof, Parkanlage und Gärtnerhäuschen u. a.) und landwirtschaftlichen Einrichtungen (Ställe, Getreidemagazin u. a.).
Gegen Ende des 19. Jahrhunderts geriet das Hüttenwerk aufgrund der Konkurrenz von ausländischen Eisenerzeugnissen mit moderner Technologie in wirtschaftliche Schwierigkeiten. Zwar wurden 1917 eine Lancastershireschmiede und ein modernes Walzwerk gebaut, aber schon 1919 wurde das Werk stillgelegt.
In den 1970er Jahren wurde das Hüttenwerk restauriert. Es bewahrt den Zustand von ungefähr 1870, als es das letzte Mal umgebaut wurde. Die Maschinen und technischen Vorrichtungen aus dieser Zeit (vor allem im Hochofen und in der Schmiede) sind noch voll funktionstüchtig.
In der Nähe befindet sich die Raffinerie Engelsberg, die älteste noch erhaltene Erdölraffinerie der Welt.